# طلسم الا (فیلم)
طلسم الا (به انگلیسی: Ella Enchanted) فیلمی محصول سال ۲۰۰۴ آمریکا به کارگردانی تامی اوهاور است. در این فیلم بازیگرانی همچون آن هاتاوی، هیو دنسی، کری الویس، استیو کوگان، آیدان مک‌آردل، مینی درایور و ویویکا ای فاکس، جیم کارتر، پارمیندر ناگرا، پاتریک برگین، جوانا لامبی، لوسی پانچ، هایدی کلوم و جانی تری نگوین ایفای نقش کرده‌اند.

## داستان فیلم
داستان فیلم درباره دختری به نام الا است که توسط پری ای در موقع تولدش طلسم اطاعت میگیرد یعنی هر کسی هر چیزی به او گفت او باید اطاعت کند و بخاطر همین افراد سودجو مثل خواهران ناتنی اش او را اذیت میکردند... این فیلم از روی رمان الای افسون شده اثر گایل کارسن ساخته شده است